# Helden der Wahrscheinlichkeit
Helden der Wahrscheinlichkeit (Originaltitel Retfærdighedens ryttere, englisch Riders of Justice) ist eine Filmkomödie von Anders Thomas Jensen, die im November 2020 in ausgewählte dänische Kinos kam und Anfang Februar 2021 als Eröffnungsfilm des International Film Festival Rotterdam ihre internationale Premiere feierte.

## Handlung
In Ottos Leben spielen Zahlen eine sehr wichtige Rolle. Als Statistiker beschäftigt er sich mit Wahrscheinlichkeitsberechnungen. In der S-Bahn bietet Otto einer Frau seinen Sitzplatz an. Kurz darauf entgleist der Zug und die Frau und viele andere werden getötet. Otto überlebt nur leicht verletzt und ist davon überzeugt, dass es kein Unfall war, findet bei der Polizei aber kein Gehör.
Auf eigene Faust ermittelt er zusammen mit seinen schrägen Nerd-Kollegen Lennart und Emmenthaler und wendet sich mit seiner Theorie an Markus, den Witwer der verstorbenen Frau. Sie können ihn, einen emotionsgestörten und durch seinen Kriegseinsatz traumatisierten Berufssoldaten, schließlich überzeugen.
Otto und seine Freunde haben durch Berechnungen und mit Gesichtserkennung die Rockergang Riders of Justice als mögliche Täter ausgemacht. Markus sinnt nur auf Rache. Otto und seine Kumpels, obwohl offensichtlich von ganz anderem Kaliber und anders in der Wahl ihrer Mittel, unterstützen ihn.
Als der Rachefeldzug schon zahlreiche Opfer gefordert hat, muss Otto feststellen, dass er sich geirrt hat und wesentliche Elemente seiner Deutung der Geschehnisse nicht korrekt sind. Er informiert Markus. Währenddessen hat der Chef der Rockergang über ein in den sozialen Medien veröffentlichtes Video seinen Gegner identifiziert und sich zum Haus von Markus begeben. Seine Gang nimmt das Haus unter Beschuss und fast alle Bewohner werden angeschossen. Markus kann einige Gegner, die ins Haus eingedrungen sind, ausschalten, muss dann aber das Haus verlassen, weil die Rocker seine Tochter und ihren Freund in ihre Gewalt gebracht haben und mit ihrer Tötung drohen. Als die Gang Markus erschießen will, kommen die Nerds von der Seite und nehmen die Rocker unter Beschuss. Ein Schuss trifft dabei auch die Tochter an der Schulter, die Gangmitglieder werden getroffen und die meisten getötet. Markus gelingt es, zu seiner Tochter zu gelangen. Der angeschossene Chef der Gang fragt Markus noch, was sie ihm eigentlich getan hätten, bevor Markus ihn erschießt.
Als sich Krankenwagen nähern, gesteht Markus seiner Tochter, dass er sich besser Hilfe geholt hätte. Für die Zuschauer sieht es so aus, als ob er stirbt oder zumindest schwer getroffen sein Bewusstsein verliert. In einer Schlussszene sieht man die Nerds, Markus, seine Tochter, ihren Freund und den im Verlauf der Handlung aus der Hand der Gang befreiten Stricher beim Weihnachtsfest. Alle sind wohlauf. Es gibt keine Hinweise auf eine strafrechtliche Aufarbeitung der Vorgänge, nur Markus trägt eine Schiene am Fuß.

## Produktion
Regie führte Anders Thomas Jensen, der auch das Drehbuch schrieb.
Gedreht wurde in Odense, Assens und in der Kommune Faaborg-Midtfyn auf der Insel Fünen. Als Kameramann fungierte Kasper Tuxen.
Der Film kam am 19. November 2020 in ausgewählte dänische Kinos und feierte am 1. Februar 2021 als Eröffnungsfilm des International Film Festival Rotterdam seine internationale Premiere. Im April 2021 wurde er beim virtuellen Brussels International Fantastic Film Festival gezeigt. Am 14. Mai 2021 kam er in ausgewählte US-Kinos. Im Juli 2021 wurde er beim Filmfest München gezeigt. Am 16. September 2021 kam er in die Schweizer Kinos. Der Kinostart in Deutschland erfolgte am 23. September 2021.

## Rezeption

### Altersfreigabe
In Deutschland wurde der Film von der FSK ab 16 Jahren freigegeben. In der Freigabebegründung heißt es, der Film weise skurrile Figuren und einen äußerst makabren Humor mit eskalierender Gewaltspirale auf. So könnten einige Gewalthandlungen und drastische Darstellungen von Verletzungen, die gezeigte Sexualpraxis sowie der derbe Sprachgebrauch Kinder und Jugendliche unter 16 Jahre irritieren und überfordern.

### Kritiken
Von den bei Rotten Tomatoes erfassten Kritiken waren bislang 96 Prozent positiv bei einer durchschnittlichen Bewertung von 8,0 der möglichen 10 Punkte, womit er aus den 22. Annual Golden Tomato Awards als Zweitplatzierter in der Kategorie Thriller Movies der Filme des Jahres 2021 hervorging. Auf Metacritic erhielt der Film einen Metascore von 81 von 100 möglichen Punkten.

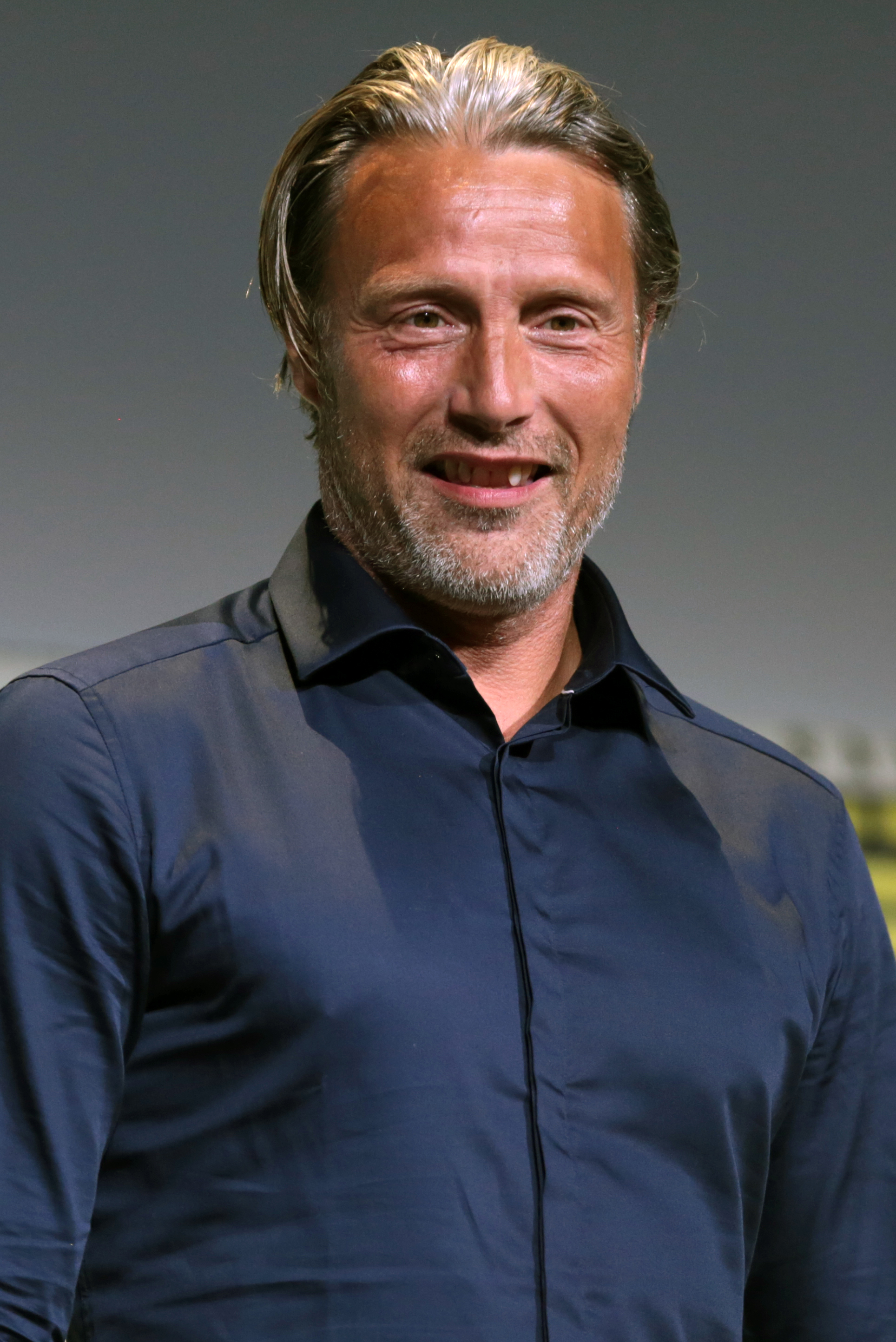
Mads Mikkelsen spielt Markus

Jay Weissberg von Variety erklärt in seiner Kritik, der wesentliche Humor des Films beruhe auf amüsant unplausiblen Situationen, gepaart mit rasanten und drolligen Dialogen. Sein ebenso großes Herz ergebe sich aus dem Respekt des Drehbuchs vor den Ausgestoßenen der Gesellschaft und die Art und Weise, wie Anders Thomas Jensen jedem Charakter eine eigene emotionale Hintergrundgeschichte verleiht. Ein Teil der Magie komme auch von der Vertrautheit der Darsteller untereinander und der Freude, als Ensemble spielen zu können. Als Zuschauer würde man bei zahlreichen Gelegenheiten erwarten, dass die Schauspieler ihre Rolle nicht durchhalten und in Gelächter ausbrechen, allen voran Mads Mikkelsen in der Rolle von Markus.
Bettina Peulecke vom NDR meint: „Der Punkt ist, dass es in dieser schwarzen Komödie zwar teilweise um Rache, vielmehr aber um nicht bewältigte Trauerarbeit geht. Und die vermeintlichen Helden eher ein amüsantes Häufchen Elend in einer unfreiwilligen Männer-Selbsthilfegruppe sind. Denn Markus stellt sich weder selbst seinen Gefühlen, noch schafft er es, sich um seine Tochter Mathilde (Andrea Heick Gadeberg) zu kümmern, die das S-Bahnunglück neben ihrer Mutter überlebt hat und vollkommen anders mit ihrem Trauma umgeht. Mit ‚Helden der Wahrscheinlichkeit‘ hat Regisseur Anders Thomas Jensen einen ziemlich berechenbaren Film abgeliefert. Mit typisch skandinavisch-schwarzem Humor, schrägen Typen und einem bestens aufgelegten Darstellerensemble.“

### Auszeichnungen
Der Film befand sich in der Auswahl für den Europäischen Filmpreis 2021. Im Folgenden eine Auswahl weiterer Auszeichnungen und Nominierungen.
Brussels International Fantastic Film Festival 2021
- Auszeichnung mit dem Silbernen Méliès (Anders Thomas Jensen)[16]

Filmfest München 2021
- Nominierung im Wettbewerb CineMasters

Florida Film Festival 2021
- Auszeichnung mit dem Publikumspreis als Bester internationaler Spielfilm (Anders Thomas Jensen)[17]

Robert 2021
- Nominierung als Bester dänischer Film (Anders Thomas Jensen)
- Nominierung für das Beste Originaldrehbuch (Anders Thomas Jensen)
- Nominierung für die Beste Regie (Anders Thomas Jensen)
- Nominierung als Bester Hauptdarsteller (Mads Mikkelsen)
- Nominierung als Bester Hauptdarsteller (Nikolaj Lie Kaas)
- Auszeichnung als Beste Hauptdarstellerin (Andrea Heick Gadeberg)
- Auszeichnung als Bester Nebendarsteller (Lars Brygmann)
- Nominierung für die Beste Kamera (Kasper Tuxen)
- Nominierung für den Besten Filmschnitt (Anders Albjerg Kristiansen und Nicolaj Monberg)
- Nominierung für die Besten Kostüme (Vibe Knoblauch Hededam)
- Nominierung für den Besten Ton (Eddie Simonsen)
- Auszeichnung für die Beste Filmmusik (Jeppe Kaas)
- Auszeichnung für die Besten visuellen Effekte (Hummer Højmark und Peter Hjorth)
- Nominierung für das Beste Szenenbild (Nikolaj Danielsen)
- Nominierung für das Beste Make-Up (Årets sminkør und Louise Hauberg)[18][19]

Saturn-Award-Verleihung 2022
- Nominierung als Bester internationaler Film

## Synchronisation
Die deutsche Synchronisation entstand nach einem Dialogbuch von Wanja Gerick und der Dialogregie von Gerrit Schmidt-Foß im Auftrag der Splendid Synchron GmbH, Berlin.
| Darsteller               | Synchronsprecher  | Rolle                 |
| ------------------------ | ----------------- | --------------------- |
| Mads Mikkelsen           | Matthias Klie     | Markus                |
| Nikolaj Lie Kaas         | Frank Schaff      | Otto                  |
| Lars Brygmann            | Uwe Büschken      | Lennart               |
| Nicolas Bro              | Daniel Zillmann   | Emmenthaler           |
| Gustav Lindh             | Amadeus Strobl    | Bodashka              |
| Roland Møller            | Armin Schlagwein  | Kurt                  |
| Albert Rudbeck Lindhardt | Jonas Schmidt-Foß | Sirius                |
| Anne Birgitte Lind       | Gerit Kling       | Emma                  |
| Jacob Lohmann            | Dennis Sandmann   | Kenneth               |
| Andrea Heick Gadeberg    | Léa Mariage       | Mathilde              |
| Omar Shargawi            | Gerrit Hamann     | Palle Olesen / Araber |